# بیت ملات
بیت ملات (به عربی: بیت ملات) یک منطقهٔ مسکونی در لبنان است که در شهرستان عکار واقع شده‌است. بیت ملات ۲٫۶۶ کیلومتر مربع مساحت و ۲٬۱۳۹ نفر جمعیت دارد و ۵۴۰ متر بالاتر از سطح دریا واقع شده‌است.